# Empire Records
Empire Records is een muzikale tragikomedie uit 1995 van regisseur Allan Moyle. De film kwam in 2003 in een verlengde versie nogmaals (op DVD) uit.

## Verhaal
Joe Reaves (Anthony LaPaglia) is de bedrijfsleider van de particuliere platenzaak Empire Records, dat overgenomen dreigt te worden door de grote keten MusicTown. Zijn moeilijkheden worden alleen maar groter als de wijsneuzerige werknemer Lucas (Rory Cochrane) wil helpen door stiekem met 9000 dollar uit de kas van de winkel te gaan gokken om het bedrag te vergroten, maar alles verliest. Met dit geld had Reaves zich willen inkopen in Empire, om zo de winkel te redden. De favoriete hangplek van de bonte stoet werknemers van de zaak dreigt te verdwijnen. Het duurt lang voordat zijn werknemers Lucas, de suïcidale punk Debra (Robin Tunney), grunger AJ (Johnny Whitworth), lichtekooi Gina (Renée Zellweger), de zweverige Mark (Ethan Embry), de ruige Berko (Coyote Shivers), de alternatieve Eddie (James 'Kimo' Wills) en dromer Corey (Liv Tyler) de ernst van de situatie inzien, terwijl ze ieder met hun eigen onzekerheden kampen. Ondertussen moet er nog een signeersessie met de zelfvoldane muzikant Rex Manning (Maxwell Caulfield) en zijn agente Jane (Debi Mazar) in goede banen geleid en de hardnekkige winkeldief Warren (Brendan Sexton III) keer op keer buitengewerkt worden.

## Rolverdeling
| Acteur             | Personage     |
| ------------------ | ------------- |
| Anthony LaPaglia   | Joe Reaves    |
| Rory Cochrane      | Lucas         |
| Ethan Embry        | Mark          |
| Johnny Whitworth   | A.J.          |
| Robin Tunney       | Debra         |
| Renée Zellweger    | Gina          |
| Liv Tyler          | Corey Mason   |
| Coyote Shivers     | Berko         |
| Brendan Sexton III | Warren        |
| Maxwell Caulfield  | Rex Manning   |
| Debi Mazar         | Jane          |
| James 'Kimo' Wills | Eddie         |
| Ben Bode           | Mitchell Beck |

## Trivia
- Coyote Shivers was ten tijde van de film getrouwd met Bebe Buell, de moeder van Liv Tyler.
- Op een bord bij de kassa staat het logo van de film Dazed and Confused. Acteur Cochrane speelde daarin ook een rol.